# Diffúziós együttható
A diffúziós együttható (D) a molekuláris diffúzió – a részecskék szétterjedése, anyagvándorlása a véletlenszerű hőmozgás, Brown-mozgás következtében - okozta molekulafluxus és az anyag koncentrációgradiense közötti arányossági tényező  Fick I. törvénye alapján. Megadja az egységnyi idő alatt egységnyi felületen átdiffundált anyag mennyiségét, ha a koncentrációesés is egységnyi volt. A diffúziós együttható a részecskék mozgékonyságát, a diffúzió sebességét jellemzi, az Einstein-Smoluchowski-egyenlet szerint a T idő alatt megtett {\displaystyle \lambda } távolság négyzetátlagából meghatározható:
{\displaystyle D=\lambda ^{2}/2T}
Ez az egyenlet kapcsolatot teremt a részecskediffúzió mikroszkopikus jellemzői és a diffúzióval kapcsolatos makroszkopikus mennyiségek, pl. a viszkozitás között.
A diffúziós együttható SI-mértékegysége a m²/s (távolság²/idő).

## Diffúziós együtthatók gázfázisban
A diffúziós együtthatók gáz fázisban erősen függnek a nyomástól és a hőmérséklettől, két gáz esetén a Chapman-Enskog-elmélet szerint az alábbi egyenlettel írhatók le:
{\displaystyle D_{12}={\frac {3}{8}}\left({\frac {N}{\pi }}{\frac {M_{1}+M_{2}}{\ 2M_{1}M_{2}}}\right)^{\frac {1}{2}}{\frac {(k_{B}T)^{\frac {3}{2}}}{p\sigma _{12}^{2}\Omega _{12}^{*}}}}
ahol
- 1 és 2 a gázkeverékben található kétféle molekula indexei
- {\displaystyle D_{12}} – a diffúziós együttható (cm²/s)
- N – az Avogadro-állandó
- M1,2 – az anyagok moláris tömege
- kB – a Boltzmann-állandó
- T – az abszolút hőmérséklet (K)
- p – a nyomás (atm)
- {\displaystyle \sigma _{12}={\frac {\sigma _{1}+\sigma _{2}}{2}}} - az átlagos ütközési átmérő (Å)[3]
- {\displaystyle \Omega _{12}}– hőmérsékletfüggő ütközési integrál (dimenzió nélküli)[3]

## Diffúziós együtthatók folyadékfázisban
A diffúziós együtthatókat folyadék fázisban, gömbszerű részecskéket feltételezve a Stokes-Einstein-egyenlet írja le:
{\displaystyle D={\frac {k_{B}T}{6\pi \eta r_{H}}}}
ahol
- kB – a Boltzmann-állandó
- T – a hőmérséklet (K)
- η – a viszkozitás (Pas)
- rH – a diffundáló részecske hidrodinamikai vagy Stokes-sugara (m)

## Diffúziós együtthatók szilárd fázisban
A diffúziós együtthatók szilárd fázisban az Arrhenius-egyenlettel írhatók le:
{\displaystyle D=D_{0}\cdot exp\left(-{\frac {E_{a}}{RT}}\right)}
ahol
- D a diffúziós együttható (m²/s),
- D0 a maximális diffúziós együttható (végtelen hőmérsékleten; m²/s),
- Ea a diffúzió aktiválási energiája (J/mol),
- T az abszolút hőmérséklet (K),
- R az univerzális gázállandó 8.31446 J/(mol⋅K)

## Példák
Gázok 1 atm nyomáson, oldott anyagok az oldatban végtelen hígításban. Jelölések: (s) – szilárd; (l) – folyadék; (g) – gáz; (dis) – oldott.
| Diffúziós együttható (gáz) | Diffúziós együttható (gáz) | Diffúziós együttható (gáz) | Diffúziós együttható (gáz) |
| Oldott anyag - oldószer    | Hőmérséklet (°C)           | D (cm²/s)                  | Referencia                 |
| -------------------------- | -------------------------- | -------------------------- | -------------------------- |
| Víz (g) – levegő (g)       | 25                         | 0.282                      | [ 5 ]                      |
| Oxigén (g) – levegő (g)    | 25                         | 0.176                      | [ 5 ]                      |

| Diffúziós együttható (folyadék) | Diffúziós együttható (folyadék) | Diffúziós együttható (folyadék) | Diffúziós együttható (folyadék) |
| Oldott anyag - oldószer         | Hőmérséklet (°C)                | D (cm²/s)                       | Referencia                      |
| ------------------------------- | ------------------------------- | ------------------------------- | ------------------------------- |
| Aceton (dis) – víz (l)          | 25                              | 1.16×10−5                       | [ 5 ]                           |
| Ammónia (dis) – víz (l)         | 25                              | 1.64×10−5                       | [ 5 ]                           |
| Benzol (dis) – víz (l)          | 25                              | 1.02×10−5                       | [ 5 ]                           |
| Etán (dis) – víz (l)            | 25                              | 1.20×10−5                       | [ 5 ]                           |
| Etanol (dis) – víz (l)          | 25                              | 0.84×10−5                       | [ 5 ]                           |
| Etén (dis) – víz (l)            | 25                              | 1.87×10−5                       | [ 5 ]                           |
| Glükóz (dis) - víz (l)          | 25                              | 6.70×10−6                       | [ 6 ]                           |
| Hidrogén (dis) – víz (l)        | 25                              | 4.50×10−5                       | [ 5 ]                           |
| Laktóz (dis) - víz (l)          | 25                              | 4.90×10−6                       | [ 6 ]                           |
| Metán (dis) – víz (l)           | 25                              | 1.49×10−5                       | [ 5 ]                           |
| Metanol (dis) – víz (l)         | 25                              | 0.84×10−5                       | [ 5 ]                           |
| Nitrogén (dis) – víz (l)        | 25                              | 1.88×10−5                       | [ 5 ]                           |
| Oxigén (dis) – víz (l)          | 25                              | 2.10×10−5                       | [ 5 ]                           |
| Propán (dis) – víz (l)          | 25                              | 0.97×10−5                       | [ 5 ]                           |
| Szén-dioxid (dis) – víz (l)     | 25                              | 1.92×10−5                       | [ 5 ]                           |
| Szén-monoxid (dis) – víz (l)    | 25                              | 2.03×10−5                       | [ 5 ]                           |
| Szukróz (dis) - víz (l)         | 25                              | 5.20×10−6                       | [ 6 ]                           |
| Víz (l) – aceton (l)            | 25                              | 4.56×10−5                       | [ 5 ]                           |
| Víz (l) – etil-alkohol (l)      | 25                              | 1.24×10−5                       | [ 5 ]                           |

| Diffúziós együttható (szilárd) | Diffúziós együttható (szilárd) | Diffúziós együttható (szilárd) | Diffúziós együttható (szilárd) |
| Oldott anyag - oldószer        | Hőmérséklet (°C)               | D (cm²/s)                      | Referencia                     |
| ------------------------------ | ------------------------------ | ------------------------------ | ------------------------------ |
| Hidrogén – vas (s)             | 10                             | 1.66×10−9                      | [ 5 ]                          |
| Hidrogén – vas (s)             | 100                            | 124×10−9                       | [ 5 ]                          |
| Alumínium – réz (s)            | 20                             | 1.3×10−30                      | [ 5 ]                          |

## A diffúziós együttható mérése
A diffúziós együttható mérésére minden olyan fizikai méréstechnika alkalmas, amellyel egy adott tér jól definiált helyén a kérdéses anyag koncentrációjának időfüggése nyomon követhető. A gyakorlatban leginkább alkalmazott technikák a dinamikus fényszórás (DLS – Dynamic Light Scattering) és a diffúziós NMR (PFG – Pulsed Field Gradient, DOSY – Diffusion Spectroscopy). Ezek mellett színes anyagok esetén a fényelnyelés, illetve emisszió mérését alkalmazhatjuk a pillanatnyi koncentráció detektálására, míg töltéssel rendelkező ionok vagy molekulák esetén az elektromosvezetőképesség-mérés módszerét is használhatjuk e célra. NMR spektroszkópia alkalmazásával kétféle diffúziós jelenség is vizsgálható: A relaxációs mérések kiértékelésével a rotációs diffúzió jellemezhető, ami a ps-ns tartományba eső mozgás, a PFG-technikákkal pedig a ms-s-os nagyságrendű transzlációs diffúzió, ez utóbbit jellemezzük a D együtthatóval, és alkalmazzuk molekulaméret meghatározásra. A PFG egy rövid, időzített pulzus, melynek intenzitása egy adott tengely (tipikusan z) mentén változik, és amelyet négy tulajdonság határoz meg: a tengely orientációja, a pulzus erőssége, alakja és időtartama.  A diffúziós mérések legegyszerűbb fajtája a PGSE (Pulsed Gradient Spin Echo, gradiens spin-echo), mely a Hahn-féle spin-echo pulzusszekvencia egy módosított változata. Ebben a mérésben a jelintenzitás (I) csökkenését követjük adott diffúziós paraméterek mellett ({\displaystyle \delta }, {\displaystyle \Delta }, G). A transzlációs diffúziós együttható meghatározásánál a diffúziós paraméterek közül leginkább a G gradiens erősségét változtatjuk. A jelintenzitás-G lecsengés a Stejskal-Tanner-összefüggés szerint illeszthető, és D értéke meghatározható:
{\displaystyle I=I_{0}exp[-D\gamma ^{2}\delta ^{2}G^{2}(\Delta -{\frac {\delta }{3}})]}

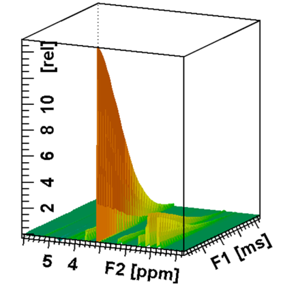
A jelintenzitás lecsengése a gradienserősség függvényében diffúziós NMR mérés esetén

ahol I a jelintenzitás, I0 a kezdeti jelintenzitás, D a  diffúziós együttható.
Amennyiben különböző molekulaméretű részecskék vannak az oldatban, a 2D DOSY kiértékelés a célravezetőbb. Az indirekt dimenzió logD értékéből számolható ki a diffúziós együttható, a mérés ilyen fajta értelmezése egy NMR kromatogramra hasonlít.